# Kalverdijk
Kalverdijk (52° 44′ N, 4° 46′ L) é uma cidade dos Países Baixos, na província de Holanda do Norte. Kalverdijk pertence ao município de Schagen, e está situada a 8 km, a norte de Heerhugowaard.
A área de Kalverdijk, que também inclui as partes periféricas da cidade, bem como a zona rural circundante, tem uma população estimada em 240 habitantes.